# Tips 13
Tips 13 betyder at der er 13 kampe at tippe om (normalt fodbold). Tipning blev tilladt i 1948 da den socialdemokratiske regering vedtog den første tipslov. Årsagen til dette var at de danske idrætsorganisationener ønskede at modtage overskuddet til støtte for deres aktiviteter. Dansk tipstjeneste blev dannet (nu Danske Spil). Idrætsorganisationerne modtager stadig overskuddet, som udgør ca. 1½ millader kroner pr. år. 
Et lille år senere var den allerførste tipskupon på banen. 9. maj 1949 blev de 12 første tipskampe afviklet, og et stykke danmarkshistorie var født. Der var masser af debatter om konsekvenserne ved det nye spil, som var genstand for mange undersøgelser, og som fik skyld for et utal af forseelser af varierende alvor.
I 1950 kom det første regnskab fra det nye spilleselskab, og det viste en omsætning på 67 millioner kroner. Danskerne havde taget tipningen til sig. 
Tipperne afleverede dengang en kupon med tre fløje bestående af karbonpapir. Tegnene skulle så afkrydses på alle tre kuponer, og de to af dem afleverede tipperne til forhandleren senest onsdag, mens den tredje kopi kom med tipperen hjem, så han eller hun kunne se og huske sine tipstegn. Det er sket mere end en gang, at en tipper har fået sat forskellige krydser og dermed er gået glip af enten en gevinst eller en større gevinst.
Hver tipper måtte højest spille for den fyrstelige sum af 48 kroner om ugen – rækkeprisen var 25 øre – og der var også et loft over gevinstens størrelse, så hver spiller maksimalt måtte vinde 50.000 kroner om ugen. Kuponen bestod i begyndelsen af otte tipsrækker med hver 12 kampe, og der var gevinst til rækker med 12, 11, 10 og ni rigtige tegn.
Efter et halvt års tid med tipning var det tid for en Gallupundersøgelse, som i december 1949 viste, at kun 4 procent af tipperne gav afkald på andre ting for at kunne tippe. Tobak, biografbesøg og brød til kaffen blev ofret for tipningens skyld, mens en enkelt deltager i undersøgelsen pegede på, at han gik mindre i bad som følge af tipningen.
Og den lidet badende person var ikke alene. Allerede 12. november 1949 var Information ude med historien: ”Den stigende Tips-omsætning har også bevirket, at Renligheden er blevet mindre. Besøgene er gået ned paa Badeanstalterne, og det kan naturligvis kun skyldes, at Folk tipper for de Penge, de tidligere brugte til at blive vasket for!"
Tipningens kernepublikum bestod i starten af vidende og entusiastiske spillere, der med stort begær diskuterede ugens kupon og fulgte med i alt, der kunne have betydning. Da der dengang ikke var LynLotto at spille, måtte de spilleglade uden den store interesse for fodbolden ty til spil uden videre begrundelse. De blev kaldt sypigetippere.
Allerede i 1956 måtte der ændringer af tipsloven til. Det blev tilladt at tippe et ubegrænset antal rækker hver uge, og loftet for præmierne blev hævet fra 50.000 kroner til 100.000 kroner. I samme lovændring blev det tilladt for Dansk Tipstjeneste at reklamere i beskedent omfang for tipning. I 1960 flyttede Dansk Tipstjeneste til nye og større lokaler på Lersø Park Allé, og det betød, at de mange indleverede kuponer nu blev fotograferet over på mikrofilm, så tipperne blot behøvede at sætte tegnene én gang. Og i 1966 blev kuponerne så udvidet fra otte rækker til at indeholde 10 rækker.
Tipningen var nu en integreret og velkendt del af danskernes hverdag, og magasinet Tipsbladet, der blev stiftet i forbindelse med tipningens indførelse, gjorde en stor indsats for at gøre danskerne klogere på tipningens mange muligheder. Særligt systemspil blev der fortalt om, og da de ofte indeholdt mange rækker og dermed blev en bekostelig affære, var det også i disse år, at de første tipsklubber så dagens lys.
I tipsklubberne kunne to, tre eller flere tippere være sammen om at skyde penge i et systemspil, og ud over den øgede gevinstchance gav det også en social dimension til tipningen. I disse år brugte mange hvert et ledigt øjeblik – og nok også nogle af de ikke ledige – på arbejdspladserne til at diskutere den kupon, der var afviklet i den overståede weekend, og den kupon, der ventede i den kommende. Hvilke tegn ville være de helt rigtige til at opnå den jagtede tolver?
Tipningen blev mere og mere populær op gennem tresserne og halvfjerdserne. Små justeringer kom til – i 1975 kom den første kupon med 13 kampe på gaden – og fra 1969 begyndte DR at vise tipslørdag med en kamp fra tipskuponen på programmet. Det var også med til at øge populariteten, og på Tipstjenesten fik man travlt. De mange indleverede kuponer blev kontrolleret af ”kupon-damer”, og de fik sværere ved at følge med. I 1973 begyndte Tipstjenesten sideløbende med kupondamernes kontrol at undersøge kuponer maskinelt også.
Det var først i 1987, at reglen om jackpot i tipning blev indført. Det betød, at puljen fra 13 rigtige tipstegn, hvis der ikke var vindere i den pågældende uge, kunne overføres til den efterfølgende uge, og dermed kunne der skabes større gevinstpuljer. To år senere fik Danske Spil tilladelse til at udbyde Lotto, og det betød, at jackpotpuljerne fra tipningen druknede en smule i det nye spil med de mange milliongevinster. 
I 1990 kom onlineterminalerne, og de gjorde det pludselig muligt for tipperne at vente med at aflevere deres tipskuponer til om lørdagen. På den måde fik de tre dage yderligere at diskutere kuponens indhold i.
Men i 1998 fik tipperne igen travlt, for nu skulle de ikke bare tage stilling til de 13 kampe på tipskuponen. Danske Spil indførte nemlig spillet Tips 12 med tolv kampe. Derefter blev den velkendte tipning kaldt Tips 13, og kampene på denne kupon bliver typisk afviklet om lørdagen, mens Tips 12 satser på at indeholde kampe fra søndagens udbud. Det nye spil, Tips 12, fik også en rækkepris på to kroner, hvor Tips 13 holdt fast i en krone pr. række. 

## Sådan tipper man
Tipning er i bund og grund et simpelt spil. Danske Spils første direktør, Svend Halvorsen, forklarede tilbage i 1948 spillet således:

Man får udleveret en kupon eller rettere sagt tre ens skemaer samlet på samme kupon. Spilleren udfylder alle tre med enslydende spådomme om de kommende fodboldkampe.

Til venstre på papiret er i lodret følge trykt 12 linier, hver omfattende navnene paa de to i kampen deltagende klubber. Ud for hvert navnepar står i vandret række småfirkanter til notering af det resultat, man tipper.

Der er tre firkanter for hver kamp. Første rum udfyldes med et ettal, hvis man venter, at den førstnævnte klub vinder, sidste rum med et total, hvis man tror, at sidstnævnte hold sejrer, og endelig et rum i midten, man sætter et kryds i, hvis man tipper uafgjort.

Paa hver enkelt skema forekommer i alt 8 rækker med hver sine tre firkanter, alle henvisende til samme kampe. Man kan altsaa komme med 8 forskellige tips. Alle 12 kampe skal naturligvis tippes. Man henter kuponerne hos en af de 1.000 autoriserede forhandlere. For hver serie tippede kampe betales 25 øre, d.v.s. 2 kr., hvis man tipper alle 8 rækker paa kuponen.

Når kuponen er udfyldt i den udstrækning, man ønsker det – fra én række til alle 8 – afriver spilleren det nederste skema og opbevarer det. De to andre indsender han via forhandler til tipstjenesten, der atter foretager en ny deling.

Så simpelt var det at tippe dengang, og det er faktisk lige så enkelt i dag. Men der også mulighed for at komplicere tingene en smule og spille forskellige former for systemspil.
Matematiske systemer
Det meste enkle system er det matematiske. Hvis du ønsker at tilføje din tipsrække en halvgardering, så du i en af kampen kan vælge at sætte kryds ud for to af de tre mulige udfald, kan du spille system M-2. Det betyder, at det vil koste dig to rækker (og dermed 2 kroner) at tilføje en halvgardering. Vil du ud over halvgarderingen og have mulighed for at helgardere en af de andre kampe på kuponen, vil det koste dig tre gange to rækker. Altså de to rækker fra halvgarderingen ganget med yderligere tre rækker for en helgardering. Dermed når du op på tre gange to: Seks rækker og seks kroner. Det mest omfattende matematiske system hedder M-1024, og det dækker over 10 halvgarderinger – altså to gange to gange to ... osv. op til 10. Når man spiller matematiske systemer, er der garanti for, at hvis man rammer 11 rigtige tegn i sin opstillingsrække, har man også 11 rigtige i spillet.
Reducerede systemer
Der er også reducerede systemer – R-systemer bliver de kaldt. Det er systemer, hvor det ofte svimlende antal rækker, der skal til for at spille de matematiske systemer er reducerede ned til færre rækker. Det betyder så til gengæld, at garantien ikke er så stærk som ved de dyrere matematiske systemer. Hvis man for eksempel spiller systemet R-4-4-24, betyder det, at man må krydse fire halvgarderinger og fire helgarderinger ud af de 12 eller 13 kampe på kuponen. Det kan man gøre på blot 24 rækker, men så er garantien heller ikke så stærk som ved et matematisk system, der jo ville koste tre gange tre gange tre gange tre gange to gange to gange to gange to = 1.296 rækker. R-4-4-24 tilbyder garanti for 11 rigtige tegn, hvis man har 13 rigtige tegn på sin opstillingsrække i det reducerede system.
Udgangsrækkesystemer
En anden variant er udgangsrækkesystemer. De er i familie med de reducerede systemer, men her kan man vægte det ene tegn højere end andre i sine garderinger. Det tegn man vægter kaldes et U-tegn (udgangsrækketegn). Hvis man i en helgardering, tror mest på, at det ender med et ettal, tager man et som sit U-tegn, og så sørger systemet for, at der er en overrepræsentation af ettaller i systemet. 

## Fodnoter
1. ↑  Tipsbladet – 26. november 1948 OCR